# المجموعة الفردانية HIJK
المجموعة الفردانية HIJK أو السُّلالة HIJK، هي مجموعة فردانيَّة بشريَّة ذكوريَّة، وهي مثل المجموعة الفردانية الكبيرة الأم GHIJK، حيث تشكل المجموعة وفئاتها الفرعية الغالبيَّة العظمى من السكان الذكور في العالم. طفراتها المُحددة هي F929 وM578 وPF3494 وS6397.
تتفرع السُّلالة HIJK لاحقًا إلى فرعين مباشرين: IJK (L15/M523/PF3492/S137) و H (L901/M2939). وينقسم IJK بدوره إلى IJ (F-L15) و K (M9).
أما أحفاد المجموعة الفردانية IJ هم المجموعات الفردانية I و J، في حين أن المجموعة الفردانية K هي في النهاية سلف المجموعات الفردانية الرئيسية M و N و O و P و Q وR و S و L و T.

## توزيع
لم يتم الإبلاغ عن HIJK في المجموعات السكانية الحديثة أو في بقايا الإنسان القديم. إلا أنه تم الإبلاغ سابقًا عن المجموعة شبه القاعدية HIJK* في العصر الحجري الأوسط الأوروبي (المجدليني)، والعصر الحجري القديم الأوروبي العلوي. تم تعيين دراسة من قبل الباحثون في عام 2023 بتسلسل عالي الجودة لـ المجلانيَّة والعصر الحجري القديم الأوروبي العلوي مع المجموعة الفردانية الأولى.
تعيش المجموعات السكانية ذات النسب العالية من الذكور الذين ينتمون إلى المجموعات الفردانية الرئيسية المنحدرة من السُّلالة HIJK عبر مناطق ومجموعات سكانية متناثرة على نطاق واسع.
ويتركز الذكور الذين ينتمون إلى فئات فرعية أخرى من IJK، على سبيل المثال:
- أوروبا وآسيا الوسطى (المجموعات الفردانية I وJ وN وQ وR).
- الشرق الأوسط وشمال شرق أفريقيا (المجموعات الفردانية J وT).
- جنوب آسيا (مثل المجموعات الفردانية H وJ وL وR).
- جنوب شرق آسيا وشرق آسيا (مثل المجموعة الفردانية N، O، P)
- أوقيانوسيا (ه. ز. المجموعات الفردانية P وK وM وO وS).
- العديد من الشعوب الأمريكية الأصلية (المجموعة الفردانية Q).

## الحواشي
1. ↑  "Y-DNA Haplogroup Tree 2018". 24 أبريل 2018. مؤرشف من الأصل في 2024-02-01.
2. ↑  "Y-DNA Haplogroup Tree 2018". 24 أبريل 2018. مؤرشف من الأصل في 2024-02-01.
3. ↑  Fu، Qiaomei؛ وآخرون (2016). "The genetic history of Ice Age Europe". Nature. ج. 534 ع. 7606: 200–205. Bibcode:2016Natur.534..200F. DOI:10.1038/nature17993. eISSN:1476-4687. hdl:10211.3/198594. ISSN:0028-0836. PMC:4943878. PMID:27135931.
4. ↑  Posth, Cosimo; et al. (Mar 2023). "Palaeogenomics of Upper Palaeolithic to Neolithic European hunter-gatherers". Nature (بالإنجليزية). 615 (7950): 117–126. Bibcode:2023Natur.615..117P. DOI:10.1038/s41586-023-05726-0. eISSN:1476-4687. hdl:10256/23099. ISSN:0028-0836. PMC:9977688. PMID:36859578.